# Ommatius tractus
Ommatius tractus är en tvåvingeart som beskrevs av Scarbrough 2007. Ommatius tractus ingår i släktet Ommatius och familjen rovflugor. Inga underarter finns listade i Catalogue of Life.